# 拉金 (阿拉巴馬州)
拉金（英語：Larkin）是一個位於美國阿拉巴馬州傑克遜縣的非建制地區。該地的面積和人口皆未知。

## 地理
拉金的座標為34°54′34″N 86°12′55″W / 34.90944°N 86.21527°W，而該地的平均海拔高度為204米（即669英尺）。